# Ilhéu Gabado
O Ilhéu Gabado é um pequeno ilhéu do arquipélago de São Tomé e Príncipe, localizado junto à costa ocidental da ilha de São Tomé, no Golfo da Guiné. Este ilhéu não é habitado.